# Symfonie nr. 1 (Atterberg)
Kurt Atterberg voltooide zijn Symfonie nr. 1 in 1911.
Atterberg begon aan zijn derde werk terwijl het voorgaande nog niet helemaal voltooid was. Na zijn 'Rapsodie voor piano en orkest' (opus 1) en een 'strijkkwartet' (opus 2) begon hij gedurende de lente van 1909 aan wat zijn eerste symfonie zou worden. Hij was toen nog leerling aan de Technische Hogeschool van Stockholm en had dus nog geen opleiding aan het conservatorium genoten. Echter de rapsodie en een onvoltooide symfonie gaven de doorslag om aan de Kungliga Musikhögskolan te mogen studeren. In de herfst van 1910 was de symfonie af.
Rond diezelfde periode was Atterberg bezig met het onder de knie krijgen van dirigeren. In 1911 stond hij al voor de voorloper van het Göteborg Symfonie Orkest en op 10 januari 1902 mocht hij de eerste uitvoering van zijn eerste symfonie leiden met dat orkest. Atterberg was ten tijde van componeren rond de 24 jaar oud en leunde nog erg op de muziek die hij gehoord had en niet zo zeer op de theoretische kennis van het schrijven van een symfonie. De muziek leunt erg op die van Johannes Brahms en Max Reger, maar toch vonden "grote" dirigenten als Max von Schillings en Wilhelm Stenhammar het de moeite waard dit werk uit te voeren. Daarbij moet dan wel vermeld worden dat Zweden nog geen echte traditie had met symfonieën terwijl daar in de concertzaal wel om gevraagd werd. Na deze symfonie zouden er nog acht volgen.
De symfonie, die in 1913 nog wat aangepast is, kent drie delen, waarvan het vier de een samensmelting is van slotdelen:
1. Allegro con fuoco
2. Adagio – Presto
3. Adagio – Allegro energico

Atterberg schreef de symfonie voor:
- 3 dwarsfluiten, (III ook piccolo), 2 hobo’s, 1 althobo, 2 klarinetten, 1 basklarinet), 2 fagotten, 1 contrafagot
- 4 hoorns, 2 trompetten, 3 trombones, 1 tuba
- pauken,  1 man/vrouw percussie
- violen, altviolen, celli, contrabassen

## Discografie
- Uitgave Sterling: Symfonieorkest van de Zweedse Radio onder leiding van  Stig Westerberg (opname 1986)
- Uitgave cpo: Radiosymfonieorkest Frankfurt onder leiding van Ari Rasilainen